# Провод
„Провод” је југословенски ТВ филм из 1966. године. Режирао га је Здравко Шотра а сценарио је написао Момо Капор.

## Улоге
| Глумац           | Улога |
| ---------------- | ----- |
| Северин Бијелић  |       |
| Никола Милић     |       |
| Павле Минчић     |       |
| Зоран Радмиловић |       |
| Дина Рутић       |       |
| Предраг Тасовац  |       |